# Sauvegarde de la Création
La « sauvegarde de la Création » désigne, dans le langage chrétien, la préservation de l'environnement humain, sur les plans tant environnemental, que social et économique. Elle fait référence à la foi commune des chrétiens en un Dieu créateur, telle qu'ils la confessent dans le Symbole des Apôtres ou le Symbole de Nicée-Constantinople. Elle vise à un développement durable, tout en incluant une dimension spirituelle.
L'encyclique Laudato si' du pape François, sous-titrée « sur la sauvegarde de la maison commune » (2015), est le premier document magistériel entièrement consacré à la sauvegarde de la Création. Elle prône une « écologie intégrale » — selon les termes employés par le pape — qui réconcilie l'écologie humaine et l'écologie holistique classique. L'encyclique est adressée « à toutes les personnes de bonne volonté », et « inclut la préoccupation d’unir toute la famille humaine dans la recherche d’un développement durable et intégral ».
L'encyclique est suivie en 2023 par la publication d'une exhortation apostolique, Laudate Deum, qui la met à jour en fonction des problèmes actuels.

## Historique

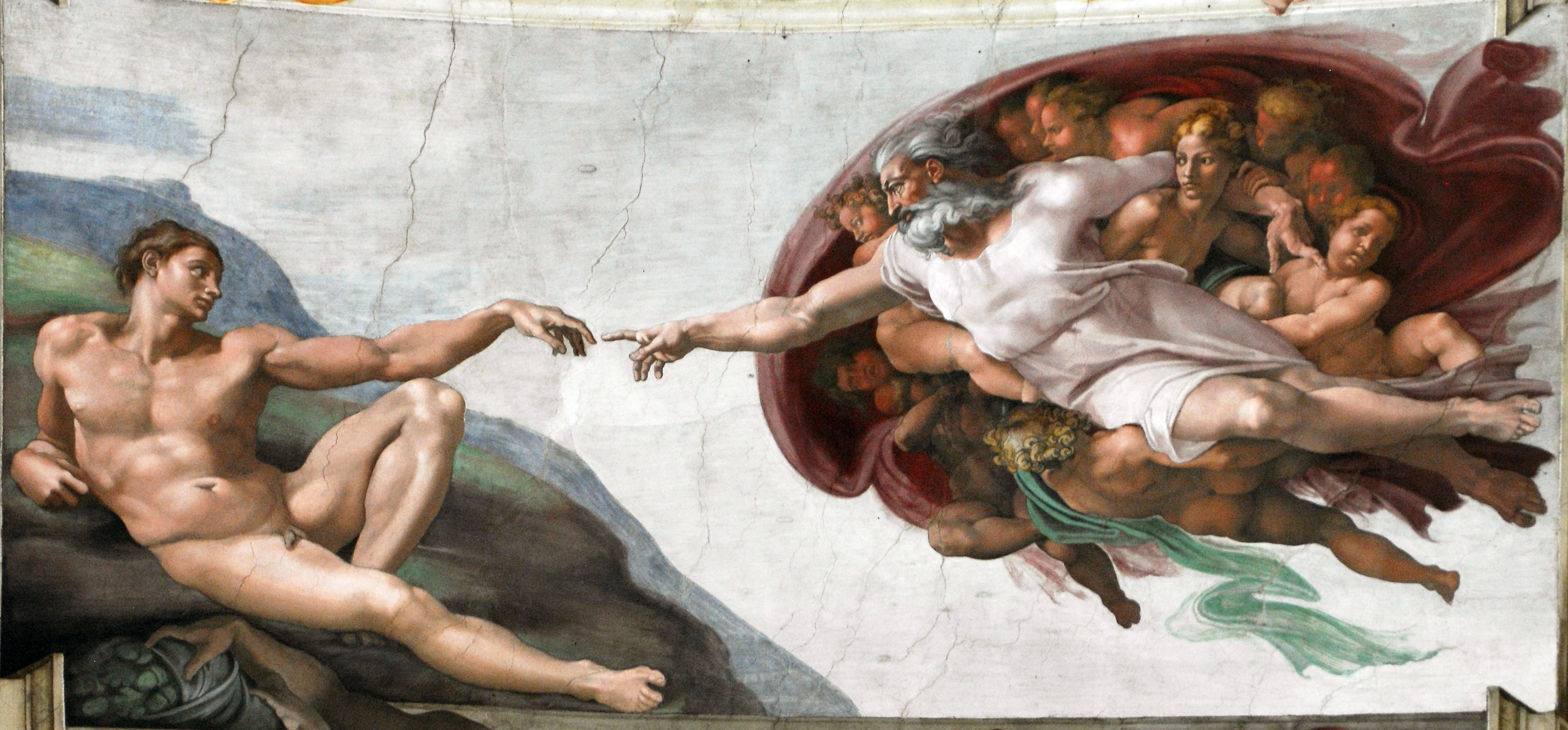
La Création d'Adam (détail) du plafond de la chapelle Sixtine.

Les chrétiens prennent progressivement conscience des enjeux de la sauvegarde de la Création depuis le concile Vatican II. Le pape Paul VI a abordé le thème de l'écologie dès 1970 dans son discours à la FAO. En 1979, Jean-Paul II a proclamé François d'Assise patron céleste des écologistes ; il a écrit une vingtaine de textes sur l'écologie, publiés après sa mort en 2006 sous le titre Les gémissements de la création.
En 1983, lors du rassemblement de Vancouver, le programme « Justice, paix et sauvegarde de la Création » a été lancé par le Conseil œcuménique des Églises, en référence à la Bible commune à toutes les confessions chrétiennes. C'est également la même année qu'est créée l'Association A Rocha, sous l'impulsion du pasteur Peter Harris.
Dans le cadre du programme « Justice, paix et sauvegarde de la Création », la Conférence des Églises européennes et le Conseil des conférences épiscopales d'Europe (CCEE) ont organisé le premier rassemblement œcuménique européen à Bâle qui s'est tenu du 15 au 21 mai 1989 sur le thème « Paix et justice pour la création entière ». C'est la première fois depuis la Réforme protestante que toutes les Églises coopérèrent officiellement.
En 1989, le patriarche Dimitrios Ier de Constantinople a proposé que le 1er septembre soit une journée consacrée à la préservation de l'environnement chez les orthodoxes.
Les 8 et 9 septembre 1990, un colloque pluridisciplinaire « Sauvegarde et gérance de la Création » a été organisé, à Paris, par Pax Christi, au cours duquel sont intervenus des théologiens, des philosophes, des écologues, des médecins, des économistes, des enseignants, des élus, etc. L’essentiel des communications a été rassemblé dans l’ouvrage « Sauvegarde et gérance de la Création ». 
Le 31 octobre 1999, le Réseau chrétien européen pour l'environnement (ECEN) a adopté une résolution lors de sa réunion à l’Académie évangélique de Loccum, en Allemagne, pour que la période du 1er septembre au deuxième dimanche d'octobre soit considérée dans les Églises chrétiennes comme un « Temps pour la Création ».
En 2000, la commission sociale des évêques de France a publié Le Respect de la Création (éd. du Centurion), opuscule d'une cinquantaine de pages dans lequel ils appellent les chrétiens au civisme écologique. La même année, les statuts de la branche française de l'association chrétienne internationale de protection de la nature, A Rocha, sont déposés, et un centre d'étude de l'environnement est installé à côté d'Arles, dans la Vallée des Baux.
Le 10 juin 2002, le pape Jean-Paul II et le patriarche œcuménique Bartholomée de Constantinople ont signé la déclaration de Venise « pour le bien de tous les êtres humains et pour la protection de la création », une des premières déclarations communes entre catholiques et orthodoxes depuis le schisme de 1054. Elle fixe six objectifs éthiques aux hommes et aux femmes de bonne volonté.
En 2007, le troisième rassemblement œcuménique de Sibiu en Roumanie, reprenant les initiatives précédentes en faveur d'un « temps pour la Création », a proposé que la période du 1er septembre au 4 octobre soit un temps consacré à la sauvegarde de la Création.
Le pape Benoît XVI, outre de nombreuses interventions sur l'écologie, a consacré son message pour la journée mondiale de la paix, le 1er janvier 2010, au thème « Si tu veux construire la paix, protège la création ».
En juin 2015, cinq mois avant la Conférence de Paris sur le climat, le pape François a publié l'encyclique Laudato si' « sur la sauvegarde de la maison commune », première encyclique d'un pape entièrement consacrée à l'écologie. Elle prône une « écologie intégrale » qui englobe les aspects environnementaux, économiques, sociaux, culturels et de la vie quotidienne, le principe du bien commun et la justice entre générations
En août 2015, le pape François a institué une journée mondiale de prière pour la sauvegarde de la Création, reprenant pour cette journée la date du 1er septembre déjà choisie par les orthodoxes.
Le 1er septembre 2021, le pape François, le patriarche Bartholomée et l'archevêque de Canterbury Justin Welby ont rédigé une déclaration commune pour la sauvegarde de la création.

## Christianisme et écologie
Le christianisme a été accusé d'être responsable de la crise écologique, notamment à la suite d'une conférence donnée par Lynn White et d'un article sur les « racines historiques de notre crise écologique » en 1966. Selon Jean-Marie Pelt, il s'agit d'une interprétation erronée du Livre de la Genèse, qui aurait incité les humains à croître et prospérer, au détriment du milieu. Il n'en reste pas moins vrai que les chrétiens se sont éveillés relativement tard à l'écologie, et parmi eux, ce sont souvent des protestants qui ont été précurseurs. Jean-Marie Pelt rappelle que durant le premier millénaire – et encore aujourd'hui chez les orthodoxes – on dit qu’il y a deux voies pour rencontrer Dieu : l’Écriture Sainte et la beauté de la Création. La deuxième voie a été oubliée par le catholicisme depuis la Renaissance, surtout avec Descartes et les philosophes, pour qui les hommes sont devenus « comme maîtres et possesseurs de la nature ». Il faut donc un travail d'explication très important pour indiquer comment interpréter les premiers chapitres du Livre de la Genèse. Il ne faut pas en rester à la position des darwinistes qui tend à l'athéisme, mais dire clairement que la Bible n'a pas la prétention d'être un texte scientifique, et restituer la dimension spirituelle et morale des représentations qu'elle véhicule.
Le théologien catholique Fabien Revol explique que Lynn White critique la façon dont le christianisme occidental a reçu une interprétation cartésienne du premier chapitre du livre de la Genèse, avec ce que cela implique en ce qui concerne la relation au monde naturel.

## EncycliqueLaudato si'et ses suites

### Encyclique et enjeux
L'encyclique Laudato si' « sur la sauvegarde de la maison commune » du pape François, publiée en juin 2015, est la première encyclique d'un pape entièrement consacrée à la sauvegarde de la Création, aux questions d'« écologie intégrale » et de développement durable. Elle est adressée « à chaque personne qui habite cette planète ». Selon François, l'écologie intégrale revêt une triple dimension environnementale, économique et sociale. On retrouve ainsi les trois piliers du développement durable. Le titre de l'encyclique reprend les premiers mots du Cantique des créatures de François d'Assise (« Loué sois-tu » en français).
Il faut noter que la traduction française « sauvegarde » ne rend pas entièrement le sens du « soin » qu'il s'agit d'exercer à l'égard de notre maison commune. Les traductions employées en anglais sont : care ; en espagnol : cuidado ; en italien : cura.
Dans cette encyclique, le pape François stigmatise les attitudes qui obstruent les chemins de solutions, même parmi les croyants, qui « vont de la négation du problème jusqu'à l'indifférence, la résignation facile, ou la confiance aveugle dans les solutions techniques » (LS 14) ; il constate les effets des activités humaines sur l'environnement (pollution et réchauffement climatique…) (LS 20-26) ; il est préoccupé par la question de l'eau (LS 27-31), par la perte de biodiversité (LS 32-42), par la détérioration de la qualité de la vie humaine et la dégradation sociale (43-47), par l'« inégalité planétaire » entre les pays du Nord et les pays du Sud et notamment des pays les plus pauvres (LS 48-52) ; il s'étonne de la faiblesse des réactions (LS 53-59), et voit dans « la globalisation du paradigme technocratique (LS 106-114) » et l'anthropocentrisme  moderne (LS 115-136) la cause de la crise écologique actuelle ; il annonce l'évangile de la création (lumière qu'apporte la foi, sagesse des récits bibliques, mystère de l'univers, LS 62-83). La solution est une écologie intégrale associant préoccupations environnementales, économiques et sociales (LS 137-162). Il critique le court-termisme de notre civilisation (LS 178, 184) ; il se montre attentif aux besoins des générations futures (LS 22, 53, 67, 109, 159, 160, 162, 169, 195). Il prône « la sobriété et l'humilité » (LS 224).
Cette encyclique constitue une étape nouvelle dans la pensée sociale de l'Église, en portant un regard critique sur l'évolution des sociétés globalisées, sur le néolibéralisme triomphant et sur la croyance naïve dans les vertus du marché et du progrès technique. Elle appelle à une révolution écologique, un changement de paradigme, c'est-à-dire un changement dans les manières de penser. Selon le CERAS, il s'agit sans doute du « document magistériel le plus important de l'Église catholique depuis Vatican II ». Selon Mgr Dominique Rey, « Le pape projette l’écologie dans l'économie du salut ».

### Suites de l'encyclique

#### Référents à l'écologie intégrale (France)
En France, l'encyclique Laudato si' a confirmé l'engagement de l'Église de France dans l'écologie intégrale et la sauvegarde de la Création. Plusieurs diocèses (Lyon, Nanterre, Chambéry, Lille, Vannes, Nantes, Orléans, Verdun, Beauvais, Sées, Le Puy, Chambéry, Annecy, Aurillac, Rennes, Angoulême, Valence, Gap, Besançon...) ont nommé un référent diocésain à l'écologie. Elena Lasida, chargée de mission « Écologie et société » de la Conférence des évêques de France, a appelé en juin 2016 à généraliser ces initiatives, de façon que chaque diocèse ait un référent à l'écologie intégrale, qui soit accompagné par un chargé de mission à l'écologie intégrale en service civique.

#### Église verte (France)
Le label « Église verte » a été lancé le 16 septembre 2017. Il s'agit d'une initiative œcuménique visant à la conversion écologique des communautés chrétiennes locales.

#### Assemblée des évêques de France
Les deux premiers jours de l'assemblée d'automne des évêques de France à Lourdes les 5 et 6 novembre 2019, la question de l'écologie intégrale, chère au pape François, est évoquée. Ce thème fédérateur est l'occasion de changer les méthodes de travail afin de faire émerger une intelligence collective pour une Église plus synodale.
C'est la première fois que des laïcs participent à la Conférence des évêques de France : chaque évêque est venu accompagné de deux baptisés, femme, homme, laïc ou prêtre, diacre ou consacré, engagés dans une conversion écologique, avec 55 hommes laïcs, 49 femmes laïques et seulement neuf prêtres et quatre diacres permanents.

#### AnnéeLaudato si'
À l'occasion du cinquième anniversaire de la parution de l'encyclique, Le 24 mai 2020, le pape François lance une année Laudato si' du 24 mai 2020 au 24 mai 2021. Il propose une prière spéciale pour cette année.

#### Exhortation apostoliqueLaudate Deum
Pour le huitième anniversaire de la publication de Laudato si', à l'occasion de la fête de saint François d'Assise (4 octobre), qui clôt le Temps de la Création, et à l'approche de la Conférence de Dubaï de 2023 sur les changements climatiques (COP 28), le pape François publie une exhortation apostolique qui fait suite à son encyclique sur la sauvegarde de la Maison commune, intitulée Laudate Deum (Louez Dieu), « à toutes les personnes de bonne volonté, sur la crise climatique ». Elle fustige le climatoscepticisme qui remet en cause l'origine anthropique du changement climatique, ainsi que le paradigme technocratique qui se trouve derrière le processus actuel de dégradation de l’environnement. Dressant le constat d'une « vieille diplomatie en crise », il appelle à « reconfigurer le multilatéralisme ».

## Aspects théologiques
Vittorio Hösle estime que les Églises ont une responsabilité sur les questions d'écologie, qu'elles doivent sensibiliser leurs fidèles, mais qu'elles ont tardé à se préoccuper de ces questions. Il pense qu'il existe des besoins de formation des théologiens en ce qui concerne l'écologie.

### L'exigence écologique chrétienne
Selon Jean Bastaire, l'écologie est un signe des temps pour l'Église. Dans un article paru en 2005 en réponse à l'accusation de Lynn White Jr parue en 1967 dans la revue Science, il montre que l'écologie incite les chrétiens à un retour aux sources de la foi et à un surgissement de l’Esprit pour de nouveaux développements du salut en Christ. Selon lui, les chrétiens de l'Antiquité, avec Irénée de Lyon (IIIe siècle), et ceux du Moyen Âge, avec notamment le théologien byzantin Maxime le Confesseur (VIIe siècle) relayé au IXe siècle par son disciple latin Jean Scot Érigène, sont restés fidèles au véritable esprit de la Bible. Ce n'est qu'à l'époque moderne qu'est réapparu le vieux dualisme gnostique qui oppose le corps à l'âme, la chair à l'esprit. Sans qu'il y ait eu de condamnation explicite, on a laissé s'établir une complaisance plus que douteuse à l’égard d’un décri haineux du cosmos, aboutissant in fine à une déchristianisation du cosmos, prélude à la déchristianisation de l'homme.

### Sens de l'Eucharistie en rapport avec la Création
L'Eucharistie est le sacrement du salut de l'humanité, mais aussi du monde entier, comme le rappelle le pape Benoît XVI dans l'exhortation apostolique Sacramentum caritatis :

« Les légitimes préoccupations concernant les conditions écologiques de la création en de nombreuses parties du monde trouvent des points d'appui dans la perspective de l'espérance chrétienne, qui nous engage à œuvrer de manière responsable pour la sauvegarde de la création. Dans la relation entre l'Eucharistie et le cosmos, en effet, nous découvrons l'unité du dessein de Dieu et nous sommes portés à saisir la profonde relation entre la création et la « nouvelle création », inaugurée dans la résurrection du Christ, nouvel Adam. »

Le terme de métanoïa a été employé dans l'homélie du patriarche œcuménique Bartholomée lue à Notre-Dame de Paris en 2015 au moment de la COP21, au sujet de la sauvegarde de la Création, dans le sens d'un « retournement tout entier de l'être ».

### Les apports de l'encycliqueLaudato si'
Les causes de la crise contemporaine sont très complexes.
Dans l'encyclique Laudato si', le pape François voit dans la « globalisation du paradigme technocratique » et l'« anthropocentrisme moderne » les causes principales de cette crise, soulignant qu'« il n’y a pas deux crises séparées, l’une environnementale et l’autre sociale, mais une seule et complexe crise socio-environnementale ». Il y a en effet, selon le pape, une « intime relation entre les pauvres et la fragilité de la planète » qui l'amène à « la conviction que tout est lié dans le monde ». Selon Michel Mahé, ces causes résonnent avec l'attitude et le projet philosophique de Descartes.
Fabien Revol, dans son commentaire de l'encyclique, voit dans la philosophie de Descartes la racine historique de la crise écologique, plus particulièrement dans le dualisme cartésien entre le corps et l'esprit.
Le pape François analyse la sagesse des récits bibliques, et insiste particulièrement sur le second récit de la Création, dans les chapitres 2 et 3 du Livre de la Genèse, où l'homme est placé dans le Jardin d'Éden « pour le cultiver et le garder » (Gn 2, 15). Par ailleurs, le pape enseigne qu'il est nécessaire d'adorer un Dieu créateur :

« Nous ne pouvons pas avoir une spiritualité qui oublie le Dieu tout-puissant et créateur. Autrement, nous finirions par adorer d’autres pouvoirs du monde, ou bien nous prendrions la place du Seigneur au point de prétendre piétiner la réalité créée par lui, sans connaître de limite. La meilleure manière de mettre l’être humain à sa place, et de mettre fin à ses prétentions d’être un dominateur absolu de la terre, c’est de proposer la figure d’un Père créateur et unique maître du monde, parce qu’autrement l’être humain aura toujours tendance à vouloir imposer à la réalité ses propres lois et intérêts. »

Le pape François considère que la crise écologique est un « appel à une profonde conversion intérieure ».

### Dieu le Père, créateur du ciel et de la terre
Dans l'encyclique Laudato si', le pape François parle de « maison commune » pour désigner la terre et ses habitants. Il compare la terre à « une sœur, avec laquelle nous partageons l’existence », et à « une mère, belle, qui nous accueille à bras ouverts ». Il rappelle le début du Cantique des créatures de saint François d'Assise :

« Loué sois-tu, mon Seigneur, pour sœur notre mère la terre, qui nous soutient et nous gouverne, et produit divers fruits avec les fleurs colorées et l’herbe. »

Il rappelle plus loin que « Nous ne pouvons pas avoir une spiritualité qui oublie le Dieu tout-puissant et créateur. Autrement, nous finirions par adorer d’autres pouvoirs du monde ».
La terre n'est cependant pas une déesse : la protection de l'environnement ne doit pas devenir une nouvelle religion intégriste, inflexible dans sa dogmatique parfois aveugle, avec ses prêtres et ses prêtresses voués au culte de Gaïa et imposant leur diktat écologique sur cette terre et ses habitants. Cet « écologisme » tyrannique, enraciné dans l'« utopie verte » visant à « sauver la planète », comme on l'entend souvent, pourrait s'apparenter aux idéologies mortifères.

### Enseignement des Pères de l'Église
Selon le théologien orthodoxe Jean-Claude Larchet, qui s'appuie sur une analyse des écrits des Pères de l'Église (notamment de saint Maxime le Confesseur), les fondements spirituels de la crise écologique sont à chercher dans un changement de paradigme qui s'est produit à la Renaissance, en particulier dans les éléments suivants : l'humanisme, le naturalisme, le rationalisme, l'individualisme, la conquête du Nouveau Monde, le dualisme âme-corps, la mécanisation des corps, le Dieu horloger lointain.

### Ce que dit la Bible

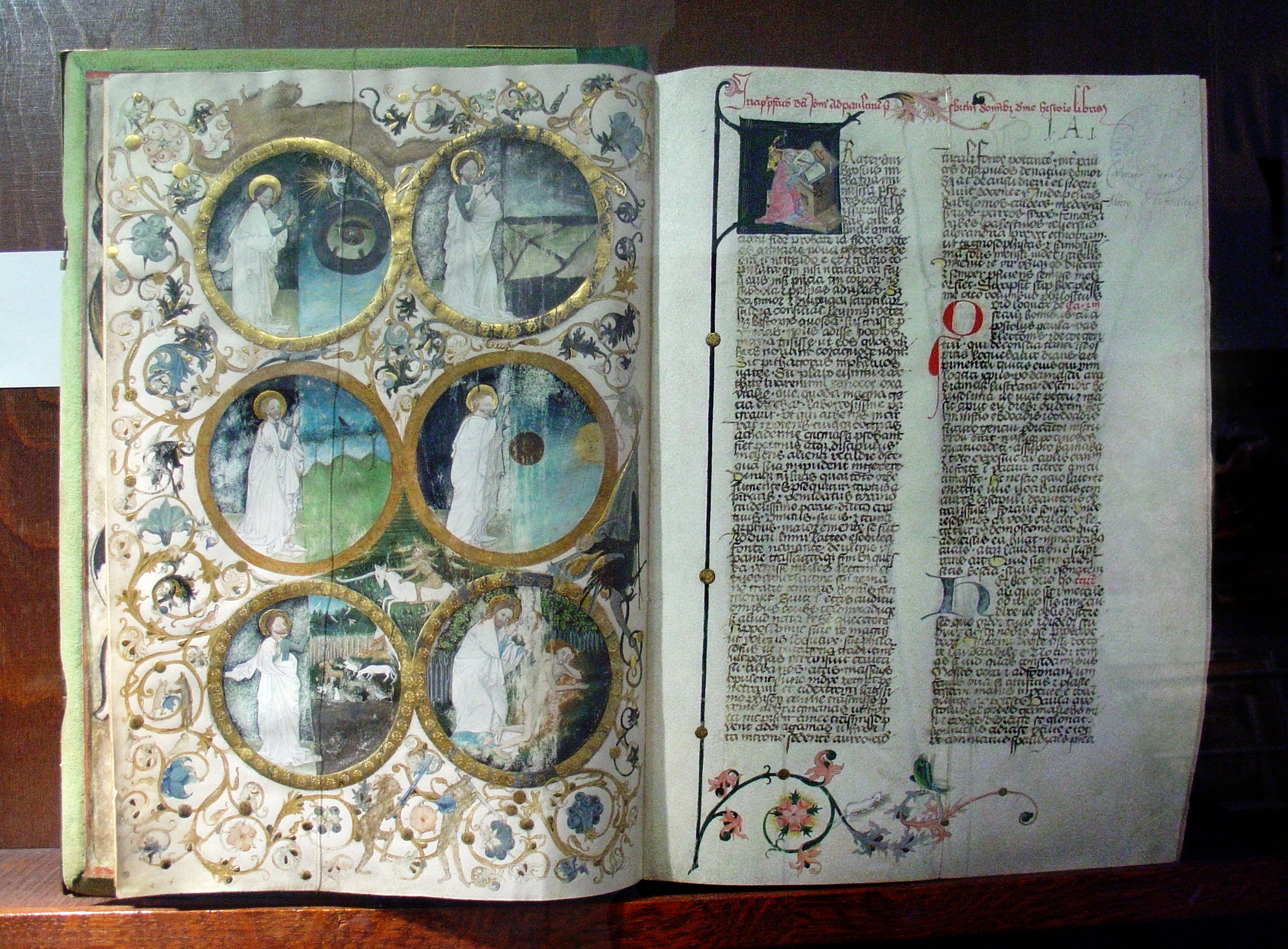
La Création du monde en six jours, enluminure de la Bible de Jan de Selmberk (1440), bibliothèque du monastère de Strahov, Prague.

Le pasteur Frédéric Baudin, qui s'appuie sur une lecture approfondie de la Bible, encourage à « mieux saisir et interpréter le sens exact des verbes » des deux premiers chapitres de la Genèse :
- Dominer : prendre soin

D'après la Genèse, les hommes et les femmes étaient invités à remplir, dominer et cultiver la terre en communion avec Dieu, en tant qu'êtres humains créés à son image (Genèse 1, 26), capables de penser et d'agir avec amour et justice pour leurs vis-à-vis. Il ne s'agissait pas pour eux d'exercer leur tyrannie sur la création, mais plutôt d'en prendre soin pour le bien de toutes les créatures et pour la gloire du Créateur. C'est l'un des sens du verbe hébreu radâ que l'on traduit par dominer.
- Soumettre : bien gérer

Le verbe hébreu kabas a suscité des contresens douteux et destructeurs pour la nature. Il signifie « soumettre » au sens fort, « assujettir ». Il est souvent employé dans un sens péjoratif pour dénoncer un abus de pouvoir, par exemple lorsque les Israélites réduisent à tort leurs frères en esclavage ou pour suggérer la violence sexuelle. Dans le contexte de la Genèse, les deux verbes « soumettre » et « assujettir » signifient que l'homme et la femme sont appelés à gérer la création, à bien l'administrer, avec l'intelligence et la maîtrise que Dieu leur accorde pour exercer leur mandat.
- Cultiver et garder.

« L'Éternel Dieu prit l'homme et le plaça dans le jardin d'Éden pour qu'il le cultive et le garde » (Genèse 2, 15).
Au-delà du sens littéral (cultiver la terre pour se nourrir), en hébreu, les verbes abad (« cultiver », « travailler », « servir ») et samar (« garder », « veiller sur », « protéger ») ont un sens religieux. Cette parenté linguistique indique un encouragement à envisager l'activité humaine au-delà des simples réalités matérielles. Selon le contexte, le verbe « cultiver » peut avoir le sens de « servir Dieu », « rendre un culte à Dieu ». Les prêtres d'Israël étaient tenus de « garder » le sanctuaire, le peuple d'Israël était invité à « garder » les commandements (Ex 12, 24), l'alliance de Dieu (Genèse 17, 9 ; Exode 19, 5), le sabbat, son âme, ou les fêtes. Les verbes « garder » et « cultiver » de la Genèse signifient que l'autorité déléguée par Dieu aux êtres humaines, leur vocation de remplir et cultiver la terre, d'identifier, de nommer et protéger les êtres vivants, doit s'exercer dans les limites du mandat culturel ordonné au commencement par le Créateur, qui subsiste malgré la « chute ».

## Temps de la Création

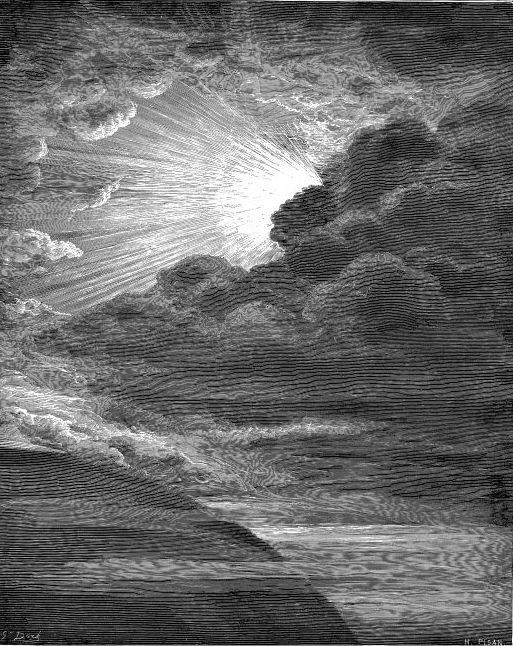
Création de la Lumière, gravure de Gustave Doré.

En 2007, la troisième assemblée œcuménique européenne à Sibiu, en Roumanie, a proposé de célébrer un « Temps pour la Création » d’une durée de cinq semaines entre le 1er septembre (mémoire orthodoxe de la divine création) et le 4 octobre (mémoire de François d'Assise dans l’Église catholique et dans certaines autres traditions occidentales).
Lors du pèlerinage pour la sauvegarde de la Création du 1er au 5 septembre 2010 de cinquante délégués des Conférences épiscopales d’Europe provenant de plus de quinze pays, en Hongrie, Slovaquie et Autriche, un message a été délivré :
« Nous appelons en particulier à la prière et à l’action communes avec d’autres Églises chrétiennes et communautés ecclésiales, à l’instar de la prière œcuménique qui a eu lieu à St. Pölten dans le cadre de ce pèlerinage. Nous encourageons chaudement les Églises locales à participer à l’initiative du « Temps pour la Création » lancée en 2007 au 3e Rassemblement œcuménique européen de Sibiu (Roumanie), qui prévoit de dédier la période comprise entre le 1er septembre et le 4 octobre – fête de saint François d’Assise – à la prière et aux actions en faveur de la création, comme le font déjà certaines Conférences épiscopales et Églises ».
Pour aider les communautés chrétiennes à préparer le Temps pour la Création (1er septembre au 4 octobre), les évêques de France ont établi une fiche qui contient des propositions :
- textes bibliques ;
- textes de la tradition chrétienne ;
- œuvres musicales ;
- intentions de prière ;
- chants ;
- pistes d'action individuelle ou en famille ;
- en groupe, visite d'agriculteurs, de personnes isolées ;
- sortie en groupe en forêt ou dans un lieu naturel…

Certaines paroisses organisent pendant le temps pour la Création des conférences sur l'écologie, ou des pèlerinages où sont abordés les questions de sauvegarde de la Création.
Un site internet œcuménique et mondial a ouvert sur le Temps de la Création : Seasonofcreation.org. Le site est multilingue et comporte des versions en français, en anglais, en espagnol, en portugais, en italien et en polonais. Il est possible d'y enregistrer des événements locaux.

## Prières pour la sauvegarde de la Création

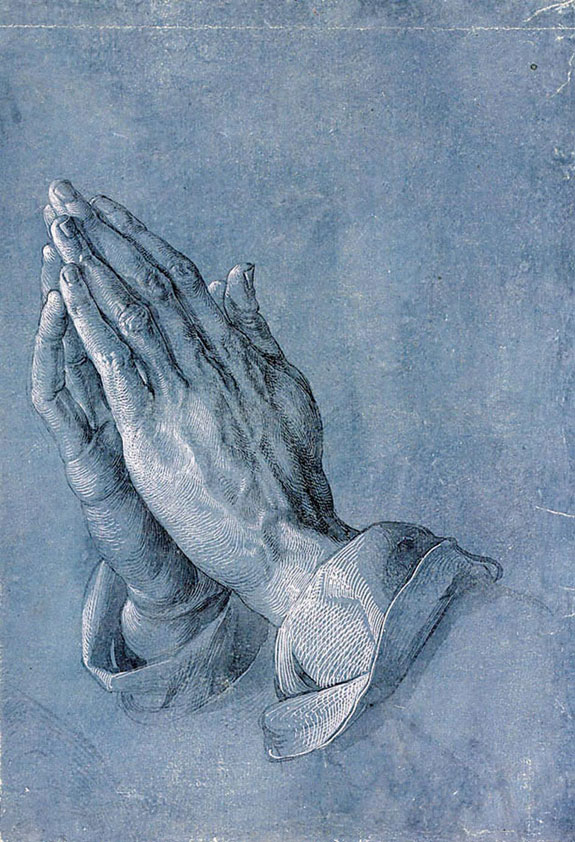
Albrecht Dürer, prière

### Journée mondiale de prière pour la sauvegarde de la Création
Depuis 1989, sur l'initiative du patriarche Dimitri de Constantinople, l'Église orthodoxe a adopté une journée annuelle de prière pour la sauvegarde de la Création, le 1er septembre, au début de l'année liturgique orthodoxe. Le 6 août 2015, le pape François, sur la suggestion du métropolite de Pergame (el) Jean (Zizioulas) (el), représentant le patriarche Bartholomée, a retenu cette même date pour instituer la journée mondiale de prière pour la sauvegarde de la Création dans l'Église catholique, invitant les autres Églises chrétiennes à se joindre à ce mouvement.
En 2016, lors de la deuxième journée mondiale de prière pour la Création, le pape François a ajouté aux quatorze œuvres de miséricorde traditionnelles, deux œuvres de miséricorde, l'une corporelle, l'autre spirituelle, consacrées à la sauvegarde de la Création. Il a invité les chrétiens à se repentir pour les péchés contre la Création.
En 2017, lors de la troisième journée mondiale de prière pour la sauvegarde de la Création, le pape François et le patriarche Bartholomée ont envoyé un message commun, et ont lancé « un appel urgent à ceux qui ont des responsabilités sociales et économiques, aussi bien que politiques et culturelles, pour qu’ils entendent le cri de la terre et subviennent aux besoins des marginalisés, mais surtout afin qu’ils répondent à la demande de millions de personnes et appuient le consensus du monde entier pour guérir notre création blessée ». Ce message conjoint souligne la dimension œcuménique de la sauvegarde de la Création.
En 2018, la quatrième journée mondiale de prière pour la sauvegarde de la Création a été consacrée au thème de l'eau.

### Prier avec la Création
De nombreux sites internet proposent des prières avec la Création, comme par exemple l'Association A Rocha France qui propose de recevoir par courriel une prière quotidienne. Le pape François a participé à la rédaction de prières en ce sens, parues en 2018.

## Péché contre la Création

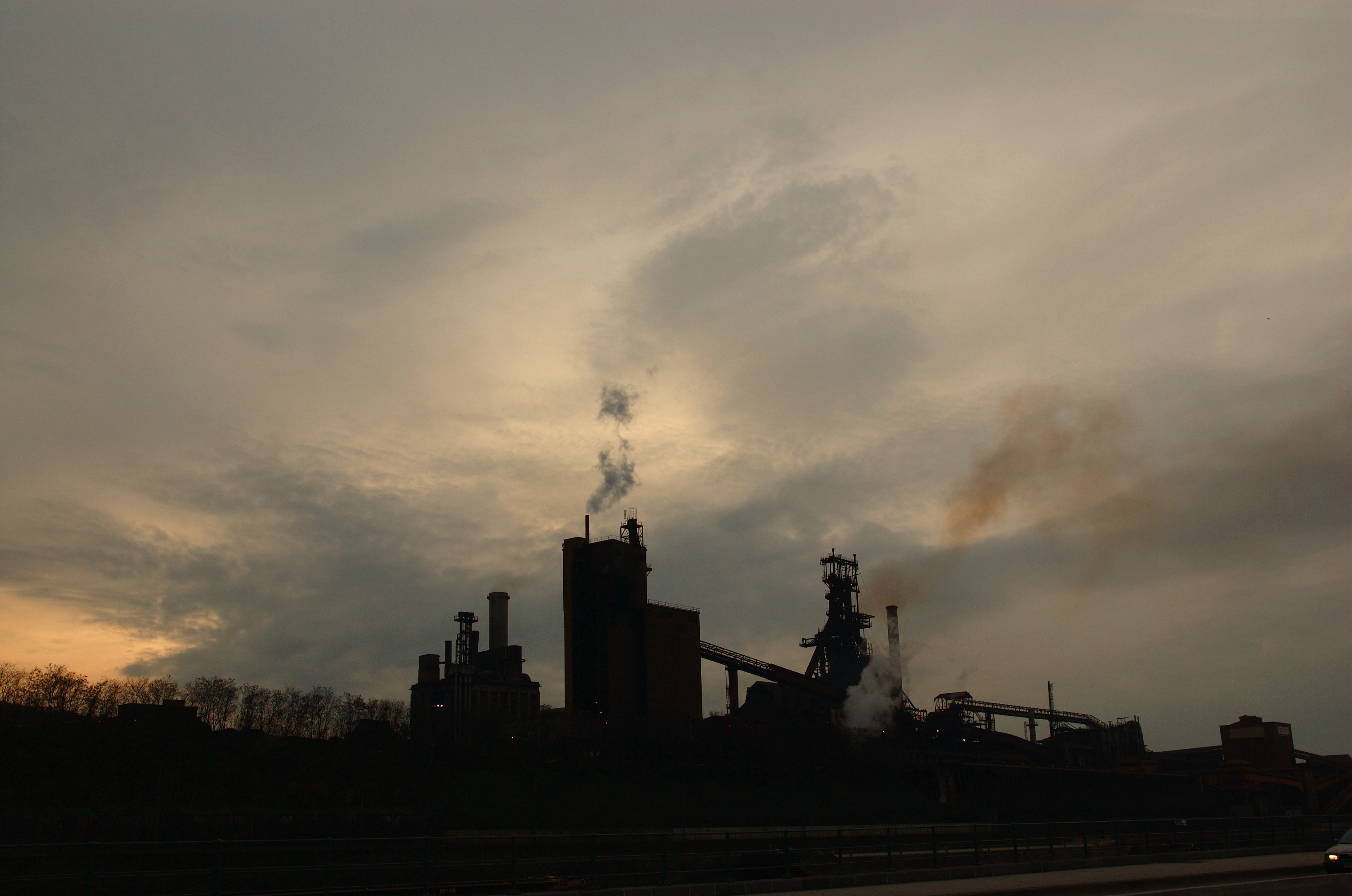
Fumées industrielles généralement chargées de résidus de combustion.

Dans un discours en 1997, le patriarche Bartholomée de Constantinople déclarait qu'« un crime contre la nature est un crime contre nous-mêmes et un péché contre Dieu ».
Dans son message pour la deuxième journée mondiale de prière pour la sauvegarde de la Création le 1er septembre 2016, le pape François reprend la citation du patriarche Bartholomée déjà mentionnée dans l'encyclique Laudato si' : « Que les hommes détruisent la diversité biologique dans la création de Dieu ; que les hommes dégradent l’intégrité de la terre en provoquant le changement climatique, en dépouillant la terre de ses forêts naturelles ou en détruisant ses zones humides ; que les hommes polluent les eaux, le sol, l’air : tout cela, ce sont des péchés ». Il invite à « chercher la miséricorde de Dieu pour les péchés contre la création que jusqu’à maintenant nous n'avons pas su reconnaître et confesser », en faisant un examen de conscience, en se repentant, et en ayant recours au sacrement de pénitence et de réconciliation.
Mgr Paul Ruzoka, évêque de Cigoma en Tanzanie, a utilisé de son côté l’expression « péché contre la terre », dans son intervention au synode africain de 1994. Pour cet évêque, la prédication doit restituer le sens du péché, en particulier celui du péché social ou structurel. Selon Jean-Marc Ela, dans l’Exhortation apostolique post-synodale de Jean-Paul II sur l’Église en Afrique, le pape ne fait aucune allusion au « péché contre la Création » pourtant si visible dans les pays visités par le Pontife romain, bien que celui-ci ait constamment alerté sur la dégradation de l'environnement.
Pour Cécile Renouard, l'inertie écologique est un péché social, pour trois raisons principales : la destruction du lien écologique et social par l’action prédatrice de l’être humain vis-à-vis de son environnement, mesurée par l'empreinte écologique ; les institutions, qui sont organisées selon des valeurs qui détruisent la relation dans la durée ; le mensonge organisé, notamment les actions de lobbying de certains industriels et scientifiques.
Le 9 février 2019, devant des experts en théologie morale, le pape François s'est étonné de pas entendre ce type de péché plus souvent en confession : « Quand j’administre le sacrement de réconciliation (la confession) - et aussi quand je le faisais avant -, c’est rare que quelqu'un s’accuse d’avoir fait violence à la nature, à la Terre, à la Création (…) Nous n’avons pas encore conscience de ce type de péché ». Il se pourrait que le « péché écologique » soit prochainement inscrit dans le droit canon,,.
Le péché écologique ou péché contre la Création est une notion émergente - mais débattue dans le document du Synode sur l'Amazonie (2019), les participants ont proposé une définition :

« Une action ou une omission contre Dieu, contre le prochain, la communauté et l'environnement. C'est un péché contre les générations futures, qui se manifeste par des actes et des habitudes de pollution et de destruction de l'harmonie de l'environnement, par des transgressions contre les principes d'interdépendance et par la rupture des réseaux de solidarité entre les créatures. »

## Labels écologiques
Les Églises chrétiennes ont développé des labels écologiques pour les communautés chrétiennes. Ce sont des outils qui permettent d'engager ou d'approfondir la conversion écologique des paroisses et des églises locales.
Des initiatives de ce type ont été menées dans plusieurs pays : en Allemagne le label « Coq vert », au Royaume-Uni les « Eco-churches », au Canada les « Églises vertes », en Norvège les « Congrégations vertes » ; en Suisse, « œco Églises pour l'environnement » met à disposition un guide « Paroisses vertes ». Depuis 2021, les Églises et Communautés de Suisse romandes ont lancé le réseau « EcoEglise ».
En France, le label « Église verte » a été lancé le 16 septembre 2017 dans la Chapelle du Luxembourg, Église protestante unie Pentemont-Luxembourg à Paris. Le réseau Église verte a un partenariat avec la Fresque du climat pour l'animation spirituelle des ateliers.
En France, le site œcuménique d'Église verte diffuse des ressources sur le Temps de la Création : Église verte - Temps pour la Création 2023.

## Perception des problèmes environnementaux
Un sondage IFOP / A Rocha publié en septembre 2023 montre que :
- 67 % des Français seulement pensent que le réchauffement climatique est principalement dû à l'activité humaine, cette proportion étant de 65 % chez les catholiques pratiquants et de 63 % chez les protestants ;
- Pour 20 % des catholiques pratiquants et 27 % des protestants, les réflexions écologiques et la spiritualité se nourrissent l'une et l'autre ;
- 52 % des catholiques pratiquants souhaitent une prise de parole de l'Église sur l'environnement, cette proportion étant de 58 % chez les protestants ;
- 74 % des Français n'ont pas entendu parler de l'encyclique Laudato si', la proportion étant de 56 % chez les catholiques pratiquants (17 % qui voient précisément ce dont il s'agit).